# Raids aériens japonais sur l'Australie

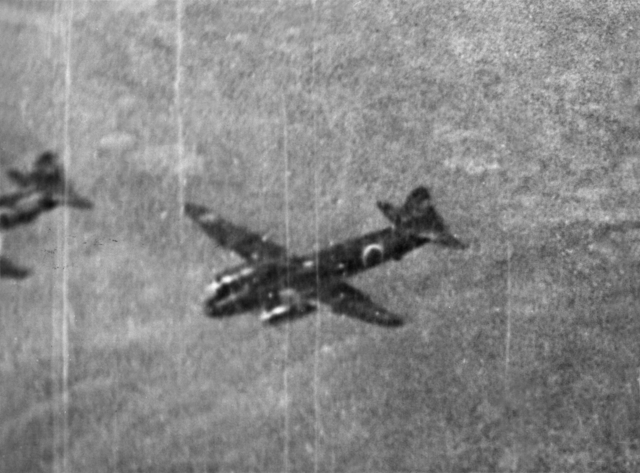
Cinémitrailleuse australienne photographiant deux bombardiers japonais Mitsubishi G4M2 « Betty » lors d'un raid sur Darwin en juin 1943.

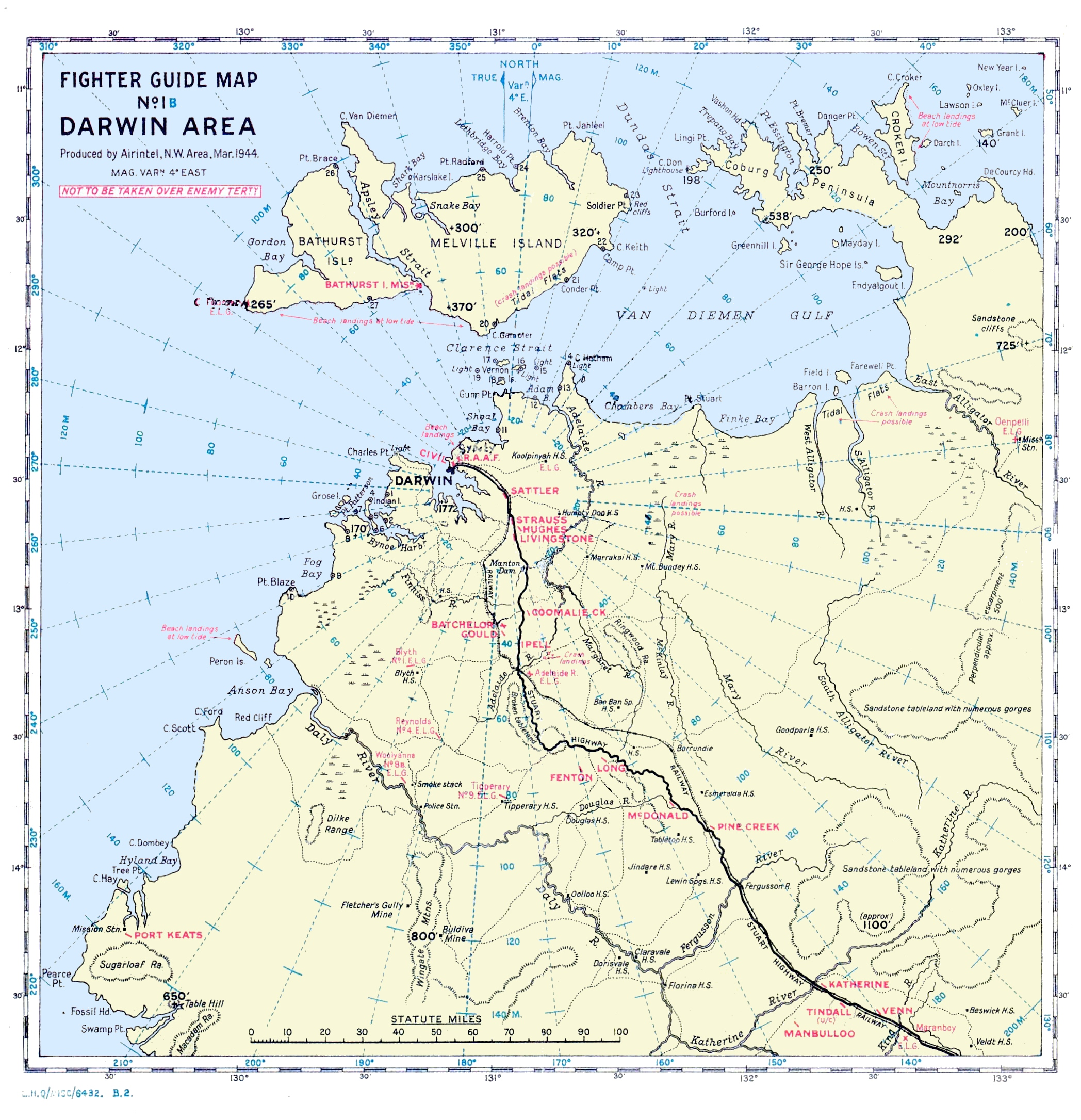
Fighter Guide Map No. 1B, Darwin Area, mars 1944. Produit à des fins de défense aérienne par la Royal Australian Air Force. La carte comprend de nombreux aérodromes ciblés par des avions japonais.

Entre février 1942 et novembre 1943, pendant la guerre du Pacifique de la Seconde Guerre mondiale, le continent australien, l'espace aérien intérieur, les îles au large et la navigation côtière ont été attaqués au moins 97 fois par des avions du Service aérien de la Marine impériale et Service aérien de l'Armée impériale japonaise. Ces attaques ont pris diverses formes ; des raids à grande échelle par des bombardiers moyens, aux attaques de torpilles sur les navires, et au mitraillage des chasseurs.
Au cours de la première et la plus meurtrière série d'attaques, 242 appareils ont touché Darwin le matin du 19 février 1942. Ceux-ci ont fait au moins 235 victimes et causé d'immenses dégâts, des centaines de personnes devenant sans abri et entraîné l'abandon de Darwin en tant que base navale majeure.
Ces attaques ont été combattues par - et visaient souvent - des unités et du personnel de la Royal Australian Air Force (RAAF), de l'armée australienne, de la Royal Australian Navy, des United States Army Air Forces, United States Navy, Royal Air Force et ML-KNIL. Les équipages japonais ont également ciblé les infrastructures civiles, notamment les ports, les aérodromes civils, les chemins de fer et les réservoirs de carburant. Certains civils ont également été tués.
Bien que la défense principale ait été fournie par la RAAF et les chasseurs alliés, un certain nombre de batteries antiaériennes de l'armée australienne dans le nord de l'Australie ont également été impliquées dans la lutte contre la menace des raids aériens japonais.

## Premiers raids aériens japonais
Les Japonais ont mené une série de raids aériens sur l'Australie en février et mars 1942. Ces raids visaient à empêcher les Alliés d'utiliser des bases dans le nord de l'Australie pour contester la conquête des Indes néerlandaises.

### Premier raid aérien sur Darwin

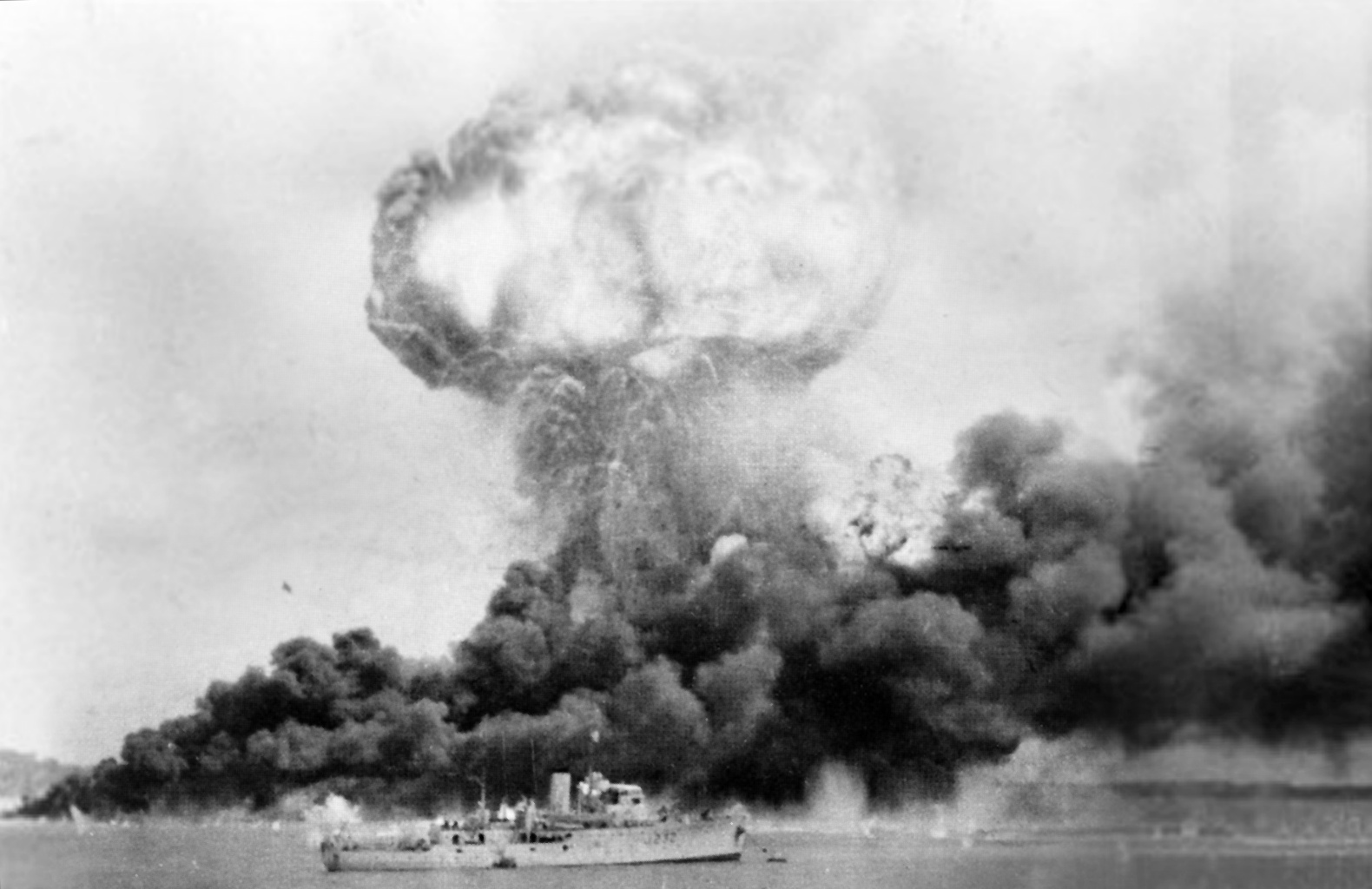
L'explosion du MV Neptuna, frappée lors du premier raid aérien japonais sur Darwin. Au premier plan,, qui a échappé aux dégâts.

Le bombardement de Darwin le 19 février 1942 est à la fois la première et la plus grande attaque montée par le Japon contre l'Australie continentale, lorsque quatre porte-avions japonais (Akagi, Kaga, Hiryu et Soryu) ont lancé un total de 188 appareils depuis une position dans la mer de Timor. Ces 188 appareils navals ont infligé de lourds dégâts à Darwin et coulé huit navires. Un raid mené par 54 bombardiers terrestres de l'armée plus tard le même jour a infligé de nouveaux dégâts à la ville et à la base RAAF de Darwin et a entraîné la destruction de 20 avions militaires. Les victimes alliées s'élèvent à 235 morts et entre 300 et 400 blessés, dont la majorité étaient des marins alliés non australiens. Seuls quatre avions japonais (tous transportés par des navires de la marine) ont été confirmés comme ayant été détruits par les défenseurs de Darwin.

### L'attaque de Broome
Le 3 mars 1942, neuf chasseurs japonais A6M2 Zero ont attaqué la ville de Broome, dans le nord de l'Australie occidentale. Bien qu'étant une petite ville, celle-ci était devenue une importante base aérienne et une voie d'évasion pour les réfugiés et les militaires en retraite, à la suite de l'invasion japonaise de Java. Au cours de l'attaque, qui consistait en des opérations de mitraillage effectuées uniquement par des Zeros, au moins 88 civils et militaires alliés ont été tués et 24 avions perdus. La ville étant presque sans défense, les pertes japonaises ne s'élèvent qu'à un avion abattu, tandis qu'un autre n'atteindra jamais sa base.

## Attaques contre le nord du Queensland, juillet 1942

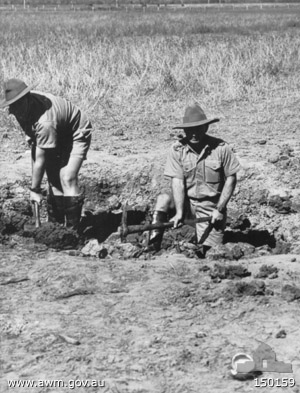
Deux soldats australiens à la recherche de fragments d'une bombe larguée lors du troisième raid sur Townsville.

Des hydravions japonais ont mené quatre petits raids aériens sur les villes du nord du Queensland, Townsville et Mossman, à la fin de juillet 1942. Townsville, qui était une importante base militaire, a été visé par des hydravions japonais Kawanishi H8K 1 « Emily » opérant à partir de Rabaul sur trois nuits à la fin Juillet 1942. Dans la nuit du 25 au 26 juillet, la ville a été attaquée par deux hydravions mais n'a subi aucun dommage, les six bombes larguées par ces appareils étant tombées en mer. Townsville a été attaquée pour la deuxième fois aux premières heures du 28 juillet lorsqu'un seul hydravion a largué huit bombes qui ont atterri dans la brousse à l'extérieur de la ville. Six P-39 Airacobras ont tenté en vain d'intercepter l'avion japonais. Le troisième raid sur Townsville s'est produit aux premières heures du 29 juillet lorsqu'un seul hydravion a attaqué à nouveau la ville, lâchant sept bombes dans la mer et une huitième qui est tombée sur une station de recherche agricole à Oonoonba, endommageant une plantation de noix de coco. Cet avion a été intercepté par quatre Airacobras et a été endommagé. Le quatrième raid dans le nord du Queensland a eu lieu dans la nuit du 31 juillet, lorsqu'un seul hydravion a largué une bombe qui a explosé près d'une maison à l'extérieur de Mossman, blessant un enfant.

## Liste des attaques par date

### 1942

#### Février
19
Bombardement de Darwin
(10:00) Attaque de 188 avions basés à bord d'un porte-avions à Darwin, Territoire du Nord (NT)
(11:55) Attaque par 54 bombardiers terrestres de haut niveau à Darwin, NT
Île Bathurst, NT
20
(11:30) Au large du cap Londonderry, Australie occidentale (WA). MV Koolama endommagé par un hydravion Kawanishi H6K 5. Attaqué à nouveau à 13 h 30 et gravement endommagé, blessant trois passagers.
21
Baie de Rulhieres, WA (plus tard connue sous le nom de baie de Koolama) a de nouveau attaqué, sans dommages.

#### Mars
3
(09:20) Broome, WA. Attaque sur Broome : un raid de mitraillage par neuf Zéros A6M2. Au moins 88 personnes ont été tuées et 24 avions alliés ont été détruits. Un pilote Sikh de la Royal Indian Air Force, dans l'un des hydravions Catalina de la RAF, est décédé. Il est la première victime indienne sur le sol australien.
(~ 10:30) Baie de Carnot, WA. : un avion de ligne Douglas DC-3 appartenant à KLM a été abattu par des Zeros revenant de l'attaque de Broome. Il s'est écrasé 50 mi (80,4672 km) au nord de Broome. Quatre passagers ont été tués. Des diamants d'une valeur de 150 000 à 300 000 £ ont été perdus ou volés à la suite de l'accident.
Wyndham, WA. Attaque par des Zeros. Aucune victime. Le Koolama, qui est au port à ce moment, coule à la suite de l'attaque.
Aérodrome de Wyndham, WA
4
L'épave et les passagers de l'avion de ligne ont été à nouveau attaqués par un hydravion Kawanishi H6K 5, aucun dommage ni victime.
(14:00) Darwin RAAF Airfield, NT
14
Horn Island, Queensland (Qld)
15
Darwin, NT. Sgt. Albert Cooper, 28 ans (RAF, 54e Escadron) de Wolverhampton, Staffordshire, abattu et tué, dans son Spitfire sur le port de Darwin
16
(13:30) Aérodrome de Darwin RAAF et Bagot, NT
17
Darwin, NT
18
Horn Island, Qld
19
(11:40) Darwin (Myilly Point et Larrakeyah), NT
20
Aérodrome de Broome, WA. Attaque par des bombardiers moyens Mitsubishi G4M 2 "Betty". Un civil tué. Dommages mineurs à l'aérodrome.
Derby, WA
22
(00:51) Darwin, NT
22
Katherine, NT (raid aérien le plus éloigné dans l'intérieur de l'Australie - à plus de 200 km de la côte).
23
Darwin, NT
Wyndham, WA (deux raids)
28
(12:30) Aérodrome de Darwin RAAF, NT
30
(05:40?) Aérodrome de Darwin RAAF, NT
30
Aérodrome de Darwin RAAF, NT
31
(13:20) Aérodrome de Darwin RAAF, NT
(22:19) Aérodrome de Darwin RAAF, NT

#### Avril
2
(15:30) Darwin (Harvey St, McMinn St, Réservoirs d'huile Shell), NT
Aérodrome de Sattler, NT
4
(13:48) Aérodrome civil de Darwin et Parap Hotel, NT
5
(12:29) Aérodrome de Darwin RAAF, NT
25
(14h00) Aérodrome de Darwin RAAF, NT
27
(12:07) Aérodrome de Darwin RAAF, NT
30
Île Horn, QLD

#### Juin
13
(11:52) Aérodrome de Darwin RAAF, NT
14
(13:14) Darwin (zone urbaine), NT
15
(12:20) Darwin (Larrakeyah à Stokes Hill), NT
16
(12:01) Darwin (zone urbaine), NT
26
(20:50) Darwin, NT

#### Juillet
7
Île Horn, Qld
25
(20:50) Darwin (zone urbaine), NT
26
Townsville, Qld
(21: 39–22: 54) Darwin (Vesteys Meatworks), NT
27
(22:27) Lagon de Knuckey, aérodrome de Darwin RAAF, NT
28
(00:45) Aérodrome de Darwin RAAF, NT
Townsville, Qld
29
(00:59) Darwin (zone urbaine) et Knuckey's Lagoon, NT.
Townsville, Qld
30
(03:58) Darwin (zone urbaine) et aérodrome de Darwin RAAF, NT
Horn Island, Qld
Port Hedland, WA
31
Mossman, Qld
(13:33) Aérodrome de Darwin RAAF, NT

#### Août
1er
Île Horn, Qld
21
Wyndham, WA
23
(12:12) Aérodrome d'Hughes, NT
24
(21:24) Aérodrome de Darwin RAAF, NT
(22:14) Noonamah, NT
25
(00:05) Darwin et Parap, NT
27
(03: 45–05: 37) Darwin (jardins botaniques) et Cox Peninsula, NT
28
(03:35) Darwin (gare de triage et Port Patterson), NT
30
(02:39) Darwin (zone urbaine), NT
31
(05:14) Darwin (zone urbaine) et Cox Peninsula), NT

#### Septembre
25
(03:41) Darwin (région de la ville) et Knuckey's Lagoon, NT
25
(05:48) Darwin (zone urbaine et pont de la rue Daly), NT
26
(05:22) Aérodrome de Livingstone, NT
27
(04:56) Bynoe Harbour, NT
(05:44) Darwin (zone urbaine) (Frances Bay)

#### Octobre
10
Île Horn, Qld
24
(04:42) Aérodrome de Batchelor
(04:52) Aérodrome de Pell
(04:57) Péninsule de Cox
(05:12) Aérodrome de Darwin RAAF, NT
25
(05:30) Darwin (zone urbaine) et Darwin RAAF Airfield, NT
26
(04:54) Darwin (zone urbaine) et Darwin RAAF Airfield, NT
27
(02:20) Darwin (zone urbaine) et Darwin RAAF Airfield, NT

#### Novembre
23
(03: 00-04: 39) Darwin (zone urbaine) et Darwin RAAF Airfield, NT
Aérodrome de Coomalie Creek, NT
26
(03:20) Darwin (zone urbaine), Aérodromes de Strauss et d'Hughes, NT
27
(03: 56–04: 46) Coomalie Creek, aérodromes de Strauss et d'Hughes, NT

### 1943

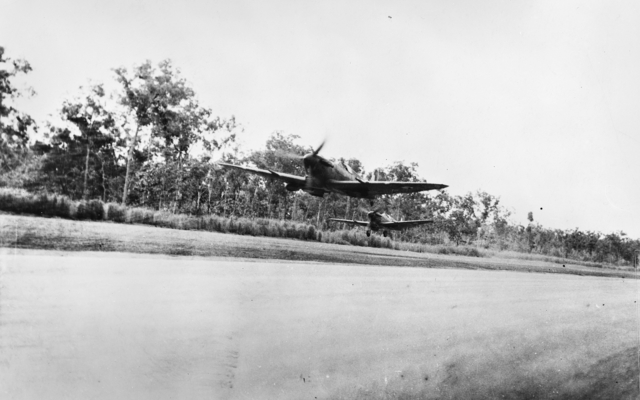
Deux chasseurs australiens Supermarine Spitfire décollant de Darwin pour intercepter des raids japonais en mars 1943.

#### Janvier
20
(22: 44–00: 15) Station de projecteur, Camp AWC, Ironstone, NT
21
(21:54) Darwin (Frances Bay), NT
22
(13:30) HMAS Patricia Cam coulé, près des îles Wessel, NT.

#### Mars
2
(14:34) Aérodrome de Coomalie Creek, NT
15
(11:20) Darwin (réservoirs de pétrole), NT

#### Mai

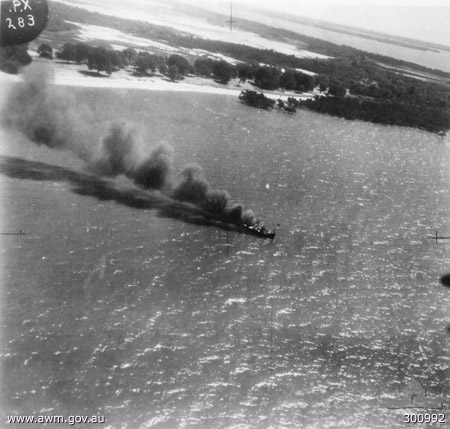
Le HMAS Maroubra coule après avoir été attaqué au large de Millingimbi le 10 mai 1943.

2
(10:15) Raids sur Darwin (en)
9
Millingimbi, NT
dix
Millingimbi, NT. Le cotre HMAS Maroubra a été coulé
20
Golfe d'Exmouth, WA
21
Golfe d'Exmouth, WA
28
Millingimbi, NT

#### Juin
18
Île Horn, Qld
20
(10:43) Aérodrome de Winnellie et Darwin RAAF, NT
28
(11:07) Vesteys, NT
30
(12:30) Aérodrome de Fenton, NT

#### Juillet
6
(12:02) Aérodrome de Fenton, NT

#### Août
13
(21:45) Aérodrome de Fenton, NT
(23:12) Aérodrome de Fenton et de Coomalie Creek, NT
(23:42) Aérodrome de Coomalie Creek, NT
14
Aérodrome de Long, NT
17
Port Hedland, WA
21
(00:37) Aérodrome de Fenton et de Coomalie Creek, NT
(03:30) Aérodrome de Pell, NT

#### Septembre
15
(00:25) Aérodromes de Fenton et Long, NT
15
Onslow, WA.
16
Golfe d'Exmouth, WA (le raid aérien le plus au sud d'Australie)
18
(03:50) Aérodromes de Fenton et Long, NT
27
Aérodrome de Drysdale River Mission (Kalumburu), WA. Six morts : le Père Thomas Gil, supérieur de la mission, et cinq autochtones australiens.

#### Novembre
10
Aérodrome de Coomalie Creek, NT
12
(03:53 - 05:30) Parap, Adelaide River et l'aérodrome de Batchelor, NT